# フランツ・ミコライ
フランツ・ミコライ (Franz Mikorey, 1873年6月3日 - 1947年5月11日)は、ドイツの作曲家、ピアニスト、指揮者、音楽監督。

## 経歴
ミュンヘンにてマックス・ミコライの息子として生まれる。1892年にミュンヘンのヴィルヘルム・ギムナジウムを卒業後は、ルートヴィヒ・トゥイレに作曲、ルイス・ブルームシェインとハインリヒ・シュヴァルツにピアノ、ヘルマン・レヴィに指揮、ハインリヒ・フォン・ヘルツォーゲンベルクに音楽理論をそれぞれ師事し、彼らに学んでいる間からミュンヘン・アカデミー合唱団に所属していた。
1894年レヴィの助手としてバイロイト音楽祭に参加し、ミュンヘン宮廷歌劇場に練習指揮者として就職。 1896年から1898年までプラハ・ドイツ歌劇場の第二指揮者となり、任期中の1897年3月には自作のアドリア交響曲の第一楽章に当たる「海の旅」を自ら初演している。1898年10月にはレーゲンスブルク市立歌劇場の第一楽長となり、1899年にはケルン市立劇場に転出した。1900年から1901年にかけて、エルバーフェルト市立歌劇場の楽長となり、またグスタフ・マーラー指揮下のウィーン宮廷歌劇場でも活動するようになった。1902年にアウグスト・クルークハルトが死去すると、その後任としてウィーン宮廷歌劇場の上級の楽長に昇格し、デッサウ宮廷歌劇場の音楽総監督も兼ねるようになった。デッサウでは 《ローエングリン》や《フラ・ディアヴォロ》と《フィガロの結婚》等を指揮して名声を確立した。
1909年からクロル劇場に客演するようになり、1910年にはザルツブルクで《魔笛》を指揮している。1912年にはブダペストのワーグナー音楽祭、1913年にはベルリンのドイツ音楽祭のそれぞれに参加。1918年にはプリンツレーゲンテン劇場でのチャリティー演奏会やブカレストでのデッサウ宮廷歌劇場の引っ越し公演などを指揮した。
1918年にはデッサウ宮廷歌劇場の事務局との確執が顕在化し、その年の11月には退職を余儀なくされた。1919年にはデッサウでの活動の妥協案が諮られたが、従業員の全会一致で否決されている。1915年からアルベルト・ビンクの率いるデッサウのオーケストラ・コンサートの指揮も務めていたが、これも含めて、後任はハンス・クナッパーツブッシュが就いた。
1919年から1924年までヘルシンキの歌劇場に楽長として移ったが、1924年にはブラウンシュヴァイクの歌劇場の音楽総監督としてドイツに戻り、1928年までその任を務めた。1925年には、ゲオルク・フリードリヒ・ヘンデルの歌劇《アドメート》を170年振りに再演している。 1929年からフリーランスの立場で、ミュンヘンやガルミッシュ等の歌劇場に登場した。
ガルミッシュにて没。

### 親族
ミコライには四人の息子がおり、長男マックスは精神科医、次男ハンスは指揮者、三男カールはオペラ歌手、四男フランツは彫刻家になった。

## 作品
Zu seinen Kompositionen zählen die Schauspielmusik Phryne (1908), die Opern Der König von Samarkand mit einem Libretto nach Franz Grillparzer (1910) und Das Echo von Wilhelmsthal (1928), ferner Kammermusik, Lieder und Chormusik. Seine Orchesterwerke umfassen drei Sinfonien und zwei Klavierkonzerte.

## 著作
- Franz Mikorey: Grundzüge einer Dirigierlehre. Betrachtungen über Technik und Poesie des modernen Orchester-Dirigierens. Kahnt, Leipzig 1917, DNB 361233019